# John Byng
För andra betydelser, se John Byng (olika betydelser).

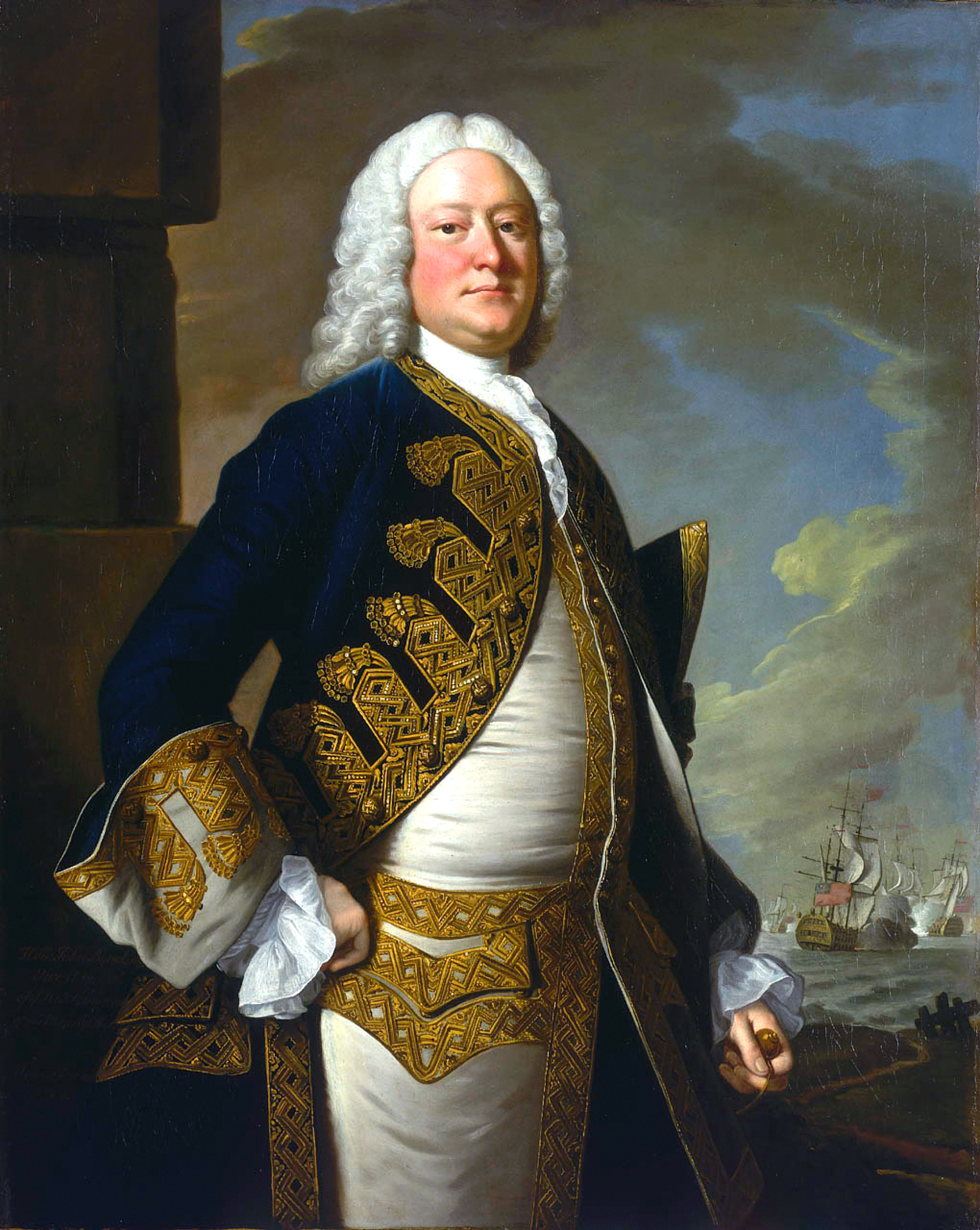
John Byng, oljemålning av Thomas Hudson, 1749.

John Byng, född 29 oktober 1704, död 14 mars 1757, var en engelsk sjömilitär, son till George Byng, 1:e viscount Torrington, bror till Pattee Byng, 2:e viscount Torrington och Pattee Byng, 2:e viscount Torrington.
Byng avancerade utan att särskilt utmärka sig fort och blev 1755 amiral. År 1756 sändes han med en flotta för att undsätta det av fransmännen belägrade Fort S:t Philip på Menorca. Efter en mindre lycklig, men inte avgörande strid med franska flottan vände Byng dock utan vidare tillbaka.
I England framkallade beteendet en storm av förbittring, Byng ställdes inför krigsrätt, dömdes till döden och blev skjuten. Han var den siste av sin rang som blev behandlad på detta sätt. Ännu i början av 2000-talet pågår aktiva ansträngningar att få honom återupprättad.[källa behövs]